# Графство Липе
Графството Липе (на немски: Grafschaft Lippe, Grafschaft Lippe-Detmold) е територия на Свещената Римска империя от 1413 г. Управлява се от династията Дом Липе. Столица е град Детмолд.
През 1528 г. граф Симон V (* 1471; † 1536) въвежда реформацията и получава титлата имперски граф. Така Господството Липе е издигнато на едно от ок. 140 имперски графства. През 1789 г. то е издигнато на Княжество Липе.